# Internationale Wielerweek 2014
De 29e editie van de Internationale Wielerweek vond in 2014 plaats van 27 tot en met 30 maart. De start was in Gatteo, de finish in Castello di Montecucullo. De ronde maakte deel uit van de UCI Europe Tour 2014, in de wedstrijdcategorie 2.1. In 2013 won de Italiaan Diego Ulissi. Dit jaar domineerde het Britse Sky ProCycling nagenoeg volledig, en had het ook met Peter Kennaugh de eindwinnaar in hun rangen.

## Deelnemende ploegen
| WorldTour      | ProContinentaal             | Continentaal       |
| -------------- | --------------------------- | ------------------ |
| Cannondale     | Androni Giocattoli          | Area Zero          |
| Lampre-Merida  | Bardiani CSF                | Idea               |
| Sky ProCycling | Neri Sottoli                | Marchiol Emisfero  |
|                | Colombia                    | MG Kvis            |
|                | MTN-Qhubeka                 | Vega-Hotsand       |
|                | Novo Nordisk                | Adria Mobil        |
|                | RusVelo                     | Amore & Vita       |
|                | Topsport Vlaanderen-Baloise | Christina Watches  |
|                | Unitedhealthcare            | Dukla Praha        |
|                |                             | Itera-Katjoesja    |
|                |                             | Meridiana Kamen    |
|                |                             | Utensilnord        |
|                |                             | Vini-Fantini-Nippo |

## Etappe-overzicht
| etappe | datum    | start                 | finish                   | afstand       | winnaar        | klassementsleider |
| ------ | -------- | --------------------- | ------------------------ | ------------- | -------------- | ----------------- |
| 1e (a) | 27 maart | Gatteo                | Gatteo                   | 99,5 km       | Ben Swift      | Ben Swift         |
| 1e (b) | 27 maart | Gatteo                | Gatteo                   | 13,3 km (TTT) | Sky ProCycling | Ben Swift         |
| 2e     | 28 maart | Sant'Angelo di Gatteo | Sogliano al Rubicone     | 160,2 km      | Peter Kennaugh | Peter Kennaugh    |
| 3e     | 29 maart | Crevalcore            | Crevalcore               | 158,4 km      | Elia Viviani   | Peter Kennaugh    |
| 4e     | 30 maart | Pavullo               | Castello di Montecucullo | 10 km (ITT)   | Dario Cataldo  | Peter Kennaugh    |

## Etappe-uitslagen

### 1e etappe (a)
| Gatteo - Gatteo (99,5 km) |                  |                             |          |
| Plaats                    | Naam             | Ploeg                       | Tijd     |
| Winnaar                   | Ben Swift        | Sky ProCycling              | 2u22'31" |
| 2                         | Manuele Mori     | Lampre-Merida               | z.t.     |
| 3                         | Damiano Caruso   | Cannondale                  | z.t.     |
| 4                         | Thomas Sprengers | Topsport Vlaanderen-Baloise | z.t.     |
| 5                         | Alberto Cecchin  | Marchiol Emisfero           | z.t.     |
| 6                         | Andrea Pasqualon | Area Zero                   | z.t.     |
| 7                         | Enrico Barbin    | Bardiani CSF                | z.t.     |
| 8                         | Peter Kennaugh   | Sky ProCycling              | z.t.     |
| 9                         | Fabio Taborre    | Neri Sottoli                | z.t.     |
| 10                        | Matteo Busato    | MG Kvis                     | z.t.     |
|                           |                  |                             |          |
| 33                        | Marc de Maar     | Unitedhealthcare            | z.t.     |

| Algemeen klassement |                  |                             |          |
| Plaats              | Naam             | Ploeg                       | Tijd     |
| Rode trui           | Ben Swift        | Sky ProCycling              | 2u22'25" |
| 2                   | Manuele Mori     | Lampre-Merida               | + 2"     |
| 3                   | Damiano Caruso   | Cannondale                  | + 4"     |
| 4                   | Thomas Sprengers | Topsport Vlaanderen-Baloise | + 6"     |
| 5                   | Alberto Cecchin  | Marchiol Emisfero           | z.t.     |
| 6                   | Andrea Pasqualon | Area Zero                   | z.t.     |
| 7                   | Enrico Barbin    | Bardiani CSF                | z.t.     |
| 8                   | Peter Kennaugh   | Sky ProCycling              | z.t.     |
| 9                   | Fabio Taborre    | Neri Sottoli                | z.t.     |
| 10                  | Matteo Busato    | MG Kvis                     | z.t.     |
|                     |                  |                             |          |
| 33                  | Marc de Maar     | Unitedhealthcare            | z.t.     |

### 1e etappe (b)
| Gatteo - Gatteo (13,3 km (TTT)) |                             |        |
| Plaats                          | Ploeg                       | Tijd   |
|                                 | Sky ProCycling              | 15'30" |
| 2                               | RusVelo                     | + 15"  |
| 3                               | Cannondale                  | z.t.   |
| 4                               | Neri Sottoli                | + 18"  |
| 5                               | Neri Sottoli                | + 21"  |
| 6                               | Cannondale                  | + 22"  |
| 7                               | Topsport Vlaanderen-Baloise | + 23"  |
| 8                               | RusVelo                     | + 24"  |
| 9                               | Topsport Vlaanderen-Baloise | + 26"  |
| 10                              | Adria Mobil                 | z.t.   |

| Algemeen klassement |                    |                             |          |
| Plaats              | Naam               | Ploeg                       | Tijd     |
| Rode trui           | Ben Swift          | Sky ProCycling              | 2u37'55" |
| 2                   | Peter Kennaugh     | Sky ProCycling              | + 6"     |
| 3                   | Dario Cataldo      | Sky ProCycling              | z.t.     |
| 4                   | Vasil Kiryjenka    | Sky ProCycling              | z.t.     |
| 5                   | Sergej Pomosjnikov | RusVelo                     | + 21"    |
| 6                   | Sergej Lagoetin    | RusVelo                     | z.t.     |
| 7                   | Fabio Taborre      | Neri Sottoli                | + 24"    |
| 8                   | Damiano Caruso     | Cannondale                  | + 26"    |
| 9                   | Mauro Finetto      | Neri Sottoli                | + 27"    |
| 10                  | Matteo Rabottini   | Neri Sottoli                | z.t.     |
|                     |                    |                             |          |
| 12                  | Pieter Jacobs      | Topsport Vlaanderen-Baloise | + 29"    |
| 44                  | Marc de Maar       | Unitedhealthcare            | + 1'04"  |

### 2e etappe
| Sant'Angelo di Gatteo - Sogliano al Rubicone (160,2 km) |                            |                             |          |
| Plaats                                                  | Naam                       | Ploeg                       | Tijd     |
| Winnaar                                                 | Peter Kennaugh             | Sky ProCycling              | 4u20'14" |
| 2                                                       | Francesco Manuel Bongiorno | Bardiani CSF                | + 2"     |
| 3                                                       | Matteo Rabottini           | Neri Sottoli                | + 48"    |
| 4                                                       | Dario Cataldo              | Sky ProCycling              | + 50"    |
| 5                                                       | Jarlinson Pantano          | Colombia                    | + 52"    |
| 6                                                       | Franco Pellizotti          | Androni Giocattoli          | + 53"    |
| 7                                                       | Davide Mucelli             | Meridiana Kamen             | z.t.     |
| 8                                                       | Damiano Caruso             | Cannondale                  | + 54"    |
| 9                                                       | Diego Rosa                 | Androni Giocattoli          | z.t.     |
| 10                                                      | Sergej Firsanov            | RusVelo                     | z.t.     |
|                                                         |                            |                             |          |
| 16                                                      | Thomas Sprengers           | Topsport Vlaanderen-Baloise | + 3'03"  |
| 30                                                      | Marc de Maar               | Unitedhealthcare            | + 3'34"  |

| Algemeen klassement |                            |                             |          |
| Plaats              | Naam                       | Ploeg                       | Tijd     |
| Rode trui           | Peter Kennaugh             | Sky ProCycling              | 6u58'05" |
| 2                   | Francesco Manuel Bongiorno | Bardiani CSF                | + 42"    |
| 3                   | Dario Cataldo              | Sky ProCycling              | + 1'00"  |
| 4                   | Matteo Rabottini           | Neri Sottoli                | + 1'15"  |
| 5                   | Damiano Caruso             | Cannondale                  | + 1'24"  |
| 6                   | Sergej Firsanov            | RusVelo                     | + 1'28"  |
| 7                   | Franco Pellizotti          | Androni Giocattoli          | + 1'30"  |
| 8                   | Rafael Valls               | Lampre-Merida               | + 1'42"  |
| 9                   | Jarlinson Pantano          | Colombia                    | + 1'46"  |
| 10                  | Diego Rosa                 | Androni Giocattoli          | + 2'24"  |
|                     |                            |                             |          |
| 14                  | Thomas Sprengers           | Topsport Vlaanderen-Baloise | + 3'39"  |
| 30                  | Marc de Maar               | Unitedhealthcare            | +4'42"   |

### 3e etappe
| Crevalcore - Crevalcore (158,4 km) |                      |                             |          |
| Plaats                             | Naam                 | Ploeg                       | Tijd     |
| Winnaar                            | Elia Viviani         | Cannondale                  | 3u15'19" |
| 2                                  | Ben Swift            | Sky ProCycling              | z.t.     |
| 3                                  | Rino Gasparrini      | MG Kvis                     | z.t.     |
| 4                                  | Luca Wackermann      | Lampre-Merida               | z.t.     |
| 5                                  | Manuel Belletti      | Androni Giocattoli          | z.t.     |
| 6                                  | Eduard-Michael Grosu | Vini-Fantini-Nippo          | z.t.     |
| 7                                  | Liam Bertazzo        | MG Kvis                     | z.t.     |
| 8                                  | Andrea Pasqualon     | Area Zero                   | z.t.     |
| 9                                  | Mattia Gavazzi       | Christina Watches           | z.t.     |
| 10                                 | Michael Van Staeyen  | Topsport Vlaanderen-Baloise | z.t.     |
|                                    |                      |                             |          |
| 28                                 | Martijn Verschoor    | Novo Nordisk                | z.t.     |

| Algemeen klassement |                            |                             |           |
| Plaats              | Naam                       | Ploeg                       | Tijd      |
| Rode trui           | Peter Kennaugh             | Sky ProCycling              | 10u13'24" |
| 2                   | Francesco Manuel Bongiorno | Bardiani CSF                | + 42"     |
| 3                   | Dario Cataldo              | Sky ProCycling              | + 1'00"   |
| 4                   | Matteo Rabottini           | Neri Sottoli                | + 1'15"   |
| 5                   | Damiano Caruso             | Cannondale                  | + 1'24"   |
| 6                   | Sergej Firsanov            | RusVelo                     | + 1'28"   |
| 7                   | Franco Pellizotti          | Androni Giocattoli          | + 1'30"   |
| 8                   | Rafael Valls               | Lampre-Merida               | + 1'42"   |
| 9                   | Jarlinson Pantano          | Colombia                    | + 1'46"   |
| 10                  | Diego Rosa                 | Androni Giocattoli          | + 2'24"   |
|                     |                            |                             |           |
| 14                  | Thomas Sprengers           | Topsport Vlaanderen-Baloise | + 3'39"   |
| 25                  | Marc de Maar               | Unitedhealthcare            | + 4'42"   |

### 4e etappe
| Pavulo - Castello di Montecucculo (10 km (ITT)) |                      |                             |         |
| Plaats                                          | Naam                 | Ploeg                       | Tijd    |
| Winnaar                                         | Dario Cataldo        | Sky ProCycling              | 16'28"  |
| 2                                               | Matteo Rabottini     | Neri Sottoli                | + 8"    |
| 3                                               | Diego Rosa           | Androni Giocattoli          | + 12"   |
| 4                                               | Damiano Caruso       | Cannondale                  | + 14"   |
| 5                                               | Aleksandr Foliforov  | Itera-Katjoesja             | + 18"   |
| 6                                               | Franco Pellizotti    | Androni Giocattoli          | + 24"   |
| 7                                               | Alessandro Mazzi     | Utensilnord                 | + 29"   |
| 8                                               | Rafael Valls         | Lampre-Merida               | + 30"   |
| 9                                               | Daniel Teklehaimanot | MTN-Qhubeka                 | + 32"   |
| 10                                              | Merhawi Kudus        | MTN-Qhubeka                 | + 36"   |
|                                                 |                      |                             |         |
| 26                                              | Thomas Sprengers     | Topsport Vlaanderen-Baloise | + 54"   |
| 49                                              | Marc de Maar         | Unitedhealthcare            | + 1'22" |

## Eindklassementen
| Plaats    | Naam                       | Ploeg                       | Tijd      |
| --------- | -------------------------- | --------------------------- | --------- |
| Rode trui | Peter Kennaugh             | Sky ProCycling              | 10u30'40" |
| 2         | Dario Cataldo              | Sky ProCycling              | + 12"     |
| 3         | Matteo Rabottini           | Neri Sottoli                | + 35"     |
| 4         | Francesco Manuel Bongiorno | Bardiani CSF                | + 43"     |
| 5         | Damiano Caruso             | Cannondale                  | + 50"     |
| 6         | Franco Pellizotti          | Androni Giocattoli          | + 1'06"   |
| 7         | Sergej Firsanov            | RusVelo                     | + 1'20"   |
| 8         | Rafael Valls               | Lampre-Merida               | + 1'24"   |
| 9         | Jarlinson Pantano          | Colombia                    | + 1'45"   |
| 10        | Diego Rosa                 | Androni Giocattoli          | + 1'48"   |
| 11        | Simone Petilli             | Area Zero                   | + 2'54"   |
| 12        | Davide Mucelli             | Meridiana Kamen             | + 2'57"   |
| 13        | Davide Villella            | Cannondale                  | + 3'07"   |
| 14        | Thomas Sprengers           | Topsport Vlaanderen-Baloise | + 3'45"   |
| 15        | Angelo Pagani              | Bardiani CSF                | + 4'06"   |
| 16        | Fabio Taborre              | Neri Sottoli                | + 4'10"   |
| 17        | Sebastián Henao            | Sky ProCycling              | + 4'13"   |
| 18        | Edoardo Zardini            | Bardiani CSF                | + 4'15"   |
| 19        | Mauro Finetto              | Neri Sottoli                | + 4'24"   |
| 20        | Stefan Schumacher          | Christina Watches           | + 4'34"   |
|           |                            |                             |           |
| 25        | Marc de Maar               | Unitedhealthcare            | + 5'16"   |

| Plaats     | Naam             | Ploeg                       | Punten |
| ---------- | ---------------- | --------------------------- | ------ |
| Witte trui | Ben Swift        | Sky ProCycling              | 18     |
| 2          | Peter Kennaugh   | Sky ProCycling              | 11     |
| 3          | Elia Viviani     | Cannondale                  | 10     |
|            |                  |                             |        |
| 9          | Thomas Sprengers | Topsport Vlaanderen-Baloise | 5      |

| Plaats      | Naam                       | Ploeg           | Punten |
| ----------- | -------------------------- | --------------- | ------ |
| Groene trui | Mirko Tedeschi             | Idea            | 13     |
| 2           | Emanuel Kiserlovski        | Meridiana Kamen | 13     |
| 3           | Jacques Janse Van Rensburg | MTN-Qhubeka     | 10     |

| Plaats      | Naam            | Ploeg                       | Tijd      |
| ----------- | --------------- | --------------------------- | --------- |
| Oranje trui | Simone Petilli  | Area Zero                   | 10u33'34" |
| 2           | Davide Villella | Cannondale                  | + 13"     |
| 3           | Sebastián Henao | Sky ProCycling              | + 1'19"   |
|             |                 |                             |           |
| 5           | Zico Waeytens   | Topsport Vlaanderen-Baloise | + 5'48"   |

| Plaats | Ploeg                       | Tijd      |
| ------ | --------------------------- | --------- |
|        | Sky ProCycling              | 31u20'58" |
| 2      | Bardiani CSF                | + 3'47"   |
| 3      | Neri Sottoli                | + 4'24"   |
|        |                             |           |
| 7      | Topsport Vlaanderen-Baloise | + 11'12"  |

## Klassementenverloop
| Etappe       | Winnaar        | Algemeen klassement · | Puntenklassement · | Bergklassement ·    | Jongerenklassement · | Ploegenklassement · |
| ------------ | -------------- | --------------------- | ------------------ | ------------------- | -------------------- | ------------------- |
| 1a           | Ben Swift      | Ben Swift             | Ben Swift          | Mirko Tedeschi      | Davide Villella      | Sky ProCycling      |
| 1b           | Sky ProCycling | Ben Swift             | Ben Swift          | Mirko Tedeschi      | Davide Villella      | Sky ProCycling      |
| 2            | Peter Kennaugh | Peter Kennaugh        | Peter Kennaugh     | Emanuel Kišerlovski | Simone Petilli       | Sky ProCycling      |
| 3            | Elia Viviani   | Peter Kennaugh        | Ben Swift          | Mirko Tedeschi      | Simone Petilli       | Sky ProCycling      |
| 4            | Dario Cataldo  | Peter Kennaugh        | Ben Swift          | Mirko Tedeschi      | Simone Petilli       | Sky ProCycling      |
| 0Eindstanden | 0Eindstanden   | Peter Kennaugh        | Ben Swift          | Mirko Tedeschi      | Simone Petilli       | Sky ProCycling      |

1984 · 1985 · 1986 · 1987 · 1988 · 1989 · 1990 · 1991 · 1992 · 1993 · 1994 · 1995 · 1996 · 1997 · 1998 · 1999 · 2000 · 2001 · 2002 · 2003 · 2004 · 2005 · 2006 · 2007 · 2008 · 2009 · 2010 · 2011 · 2012 · 2013 · 2014 · 2015 · 2016 · 2017 . 2018 · 2019 · 2020 · 2021 · 2022 · 2023 · 2024
Etappewedstrijden

 Ster van Bessèges ·
 Ronde van de Middellandse Zee ·
 Ruta del Sol ·
 Ronde van de Algarve ·
 Ronde van de Haut-Var ·
 Driedaagse van West-Vlaanderen ·
 Internationale Wielerweek ·
 Internationaal Wegcriterium ·
 Driedaagse van De Panne-Koksijde ·
 Ronde van de Sarthe ·
 Ronde van Trentino ·
 Ronde van Turkije ·
 Vierdaagse van Duinkerke ·
 Ronde van Azerbeidzjan ·
 Szlakiem Grodów Piastowskich ·
 Ronde van Castilië en León ·
 Ronde van Picardië ·
 Ronde van Noorwegen ·
 World Ports Classic ·
 Ronde van Beieren ·
 Ronde van België ·
 Tour des Fjords ·
 Ronde van Estland ·
 Ronde van Luxemburg ·
 Boucles de la Mayenne ·
 Ster ZLM Toer ·
 Ronde van Slovenië ·
 Route du Sud ·
 Ronde van Oostenrijk ·
 Sibiu Cycling Tour ·
 Ronde van Wallonië ·
 Ronde van Portugal ·
 Ronde van Denemarken ·
 Ronde van de Ain ·
 Ronde van Burgos ·
 Arctic Race of Norway ·
 Ronde van de Limousin ·
 Ronde van Poitou-Charentes ·
 Ronde van Groot-Brittannië ·
 Ronde van Gévaudan Languedoc-Roussillon ·
 Eurométropole Tour
Eendaagse wedstrijden

 GP La Marseillaise ·
 Grote Prijs van de Etruskische Kust ·
 Trofeo Palma ·
 Trofeo Ses Salines ·
 Trofeo Serra de Tramuntana ·
 Trofeo Platja de Muro ·
 Trofeo Laigueglia ·
 Ronde van Murcia ·
 Omloop Het Nieuwsblad ·
 Classic Sud Ardèche ·
 GP Lugano ·
 Clásica de Almería ·
 Kuurne-Brussel-Kuurne ·
 La Drôme Classic ·
 Le Samyn ·
 GP Città di Camaiore ·
 Strade Bianche ·
 Roma Maxima ·
 Ronde van Drenthe ·
 Dwars door Drenthe ·
 Nokere Koerse ·
 GP Nobili Rubinetterie ·
 Handzame Classic ·
 Classic Loire-Atlantique ·
 Grote Prijs van Cholet-Pays de Loire ·
 Dwars door Vlaanderen ·
 Route Adélie de Vitré ·
 Volta Limburg Classic ·
 Grote Prijs Miguel Indurain ·
 Ronde van La Rioja ·
 Scheldeprijs ·
 GP Cerami ·
 Klasika Primavera ·
 Parijs-Camembert ·
 Brabantse Pijl ·
 GP Denain ·
 Ronde van de Finistère ·
 Tro Bro Léon ·
 Ronde van Keulen ·
 La Roue Tourangelle ·
 Rund um den Finanzplatz Eschborn-Frankfurt ·
 Ronde van de Somme ·
 ProRace Berlin ·
 Grote Prijs van Plumelec ·
 Boucles de l'Aulne ·
 Ronde van Zeeland Seaports ·
 GP Kanton Aargau ·
 Ronde van Limburg ·
 Ronde van de Apennijnen ·
 Halle-Ingooigem ·
 Prueba Villafranca de Ordizia ·
 GP Industria & Artigianato-Larciano ·
 Ronde van Toscane ·
 Circuito de Getxo ·
 Polynormande ·
 RideLondon Classic ·
 GP Stad Zottegem ·
 Arnhem-Veenendaal Classic ·
 Châteauroux Classic de l'Indre ·
 Druivenkoers Overijse ·
 Brussels Cycling Classic ·
 GP Fourmies ·
 Ronde van de Doubs ·
 GP Jef Scherens ·
 Coppa Bernocchi ·
 GP van Wallonië ·
 Coppa Agostoni ·
 Ronde van de Drie Valleien ·
 Kampioenschap van Vlaanderen ·
 Grote Prijs Impanis-Van Petegem ·
 Memorial Marco Pantani ·
 GP Industria & Commercio di Prato ·
 GP van Isbergues ·
 Omloop van het Houtland ·
 Duo Normand ·
 Milaan-Turijn ·
 Ronde van het Münsterland ·
 Ronde van de Vendée ·
 Memorial Frank Vandenbroucke ·
 Coppa Sabatini ·
 Parijs-Bourges ·
 Ronde van Emilia ·
 Parijs-Tours ·
 GP Beghelli ·
 Nationale Sluitingsprijs ·
 Chrono des Nations